# Monochamus tonkinensis
Monochamus tonkinensis là một loài bọ cánh cứng trong họ Cerambycidae.